# Севастьянов, Виктор Викторович
Виктор Викторович Севастьянов (27 июля 1942, Астрахань — 13 декабря 2020, Йошкар-Ола) — советский и российский врач-невролог, главный врач Центра патологии речи и нейрореабилитации нейросенсорных и двигательных нарушений Министерства здравоохранения Республики Марий Эл (Йошкар-Ола). Доктор медицинских наук, профессор.
В Центре патологии речи и нейрореабилитации лечат пациентов всех возрастов с тяжёлыми речевыми нарушениями, параличами и слепотой, атрофией головного и спинного мозга. За время работы центра в нём пролечено более 3700 больных, считавшихся неизлечимыми.

## Биография
Родился 27 июля 1942 года в Астрахани. Отец погиб на Великой Отечественной войне в 1943 году. Мать — врач-терапевт, переехала с сыном сначала в село Мари-Турек в Марийскую АССР, а затем, в 1947 году — в город Волжск.
После школы поступил на медицинский факультет Казанского медицинского института, который окончил в 1965 году. По собственным словам, в выборе своей будущей профессии никогда не сомневался. В институте посещал биологический кружок, руководитель которого занимался проблемой распространения раковых опухолей и работал над созданием нового антибиотика. Раздобыв на Казанском вертолётном заводе сверхскоростной малогабаритный двигатель, их группа приспособила его в качестве гомогенизатора для получения из ткани отдельных клеток, которые затем вживлялись крысам для проверки вирусного способа передачи рака. Разработанный антибиотик в серию не пошёл, однако получили патент на своё изобретение.
На шестом курсе мединститута поступил на первый курс заочного отделения Рязанского радиотехнического института, который окончил в 1971 году. Перейдя в интернатуру, решил заняться частной сексопатологической практикой, открыв в городе платный приём граждан по интимным вопросам. В 1965—1982 годах — врач-невропатолог, сексопатолог Республиканской больницы Министерства здравоохранения Марийской АССР.
Однако поначалу с этим занятием возникли сложности. В обкоме партии Севастьянову поставили условие: «Если придумаешь способ радиоэлектронной кастрации быков, тогда разрешим и твою сексопатологию». Являлся научным руководителем группы при Совете Министров Марийской АССР по разработке радиоэлектронных способов стимуляции роста и стерилизации животных. Организовав группу из специалистов марийского политехнического института, завода полупроводников, а также марийского машиностроительного завода, занимавшегося ракетными двигателями, он занялся идеей целевого применения электромагнитного излучения на половые органы. Добившись результата в опытах с быками на марийской сельскохозяйственной станции, написал монографию. Разработанный его группой многоканальный электростимулятор безболезненно и эффективно за 15—30 секунд направленного теплоизлучения вызывал инфаркт семенников и их рассасывание. Изобретение было запатентовано в США, Англии, Германии, Дании, Швеции и Франции.
Позднее, это изобретение подтолкнуло его к открытию, что таким же образом можно подходить к лечению различных форм нарушений двигательного аппарата. Оказалось, что сигналы электростимулятора воздействуют на нервную систему человека, заставляя последнюю работать самостоятельно: регенерировать, восстанавливать двигательные функции независимо от характера и тяжести поражения. После попыток использования электростимулятора для профилактики костной дистрофии (остеопороза костной ткани), с середины 1980-х годов В. В. Севастьянов плотно занялся темой детей-инвалидов. В результате побочного эффекта во время сеансов по стимуляции верхних отделов позвоночника (для лечения неподвижности при ДЦП) у слепых детей неожиданно появилось светоощущение.
В 1982—1985 годах — врач-невропатолог, с 1985 года — заведующий Неврологическим отделением Детской республиканской больницы, Главный внештатный детский невропатолог Министерства здравоохранения Республики Марий Эл.
С 1991 года — руководитель Нейроофтальмологического центра при Детской республиканской больнице. Его методы по восстановлению утраченных функций организма включают электростимуляцию, лазеротерапию, специальный массаж, медикаментозное лечение и иппотерапию. Центр рассчитан на 30 пациентов, мамы с детьми живут в двух-трёхместных номерах. Один лечебный курс рассчитан на 12—14 дней, после чего необходим перерыв до трёх месяцев и новый курс.
В 1996 году получил степень доктора медицинских наук, защитив диссертацию на тему «Применение многоканальной программируемой электростимуляции в лечении заболеваний нервной системы».
В 2000 году был избран депутатом Государственного Собрания Республики Марий Эл. Член партии «Единая Россия».
Ведёт преподавательскую деятельность: с мая 2001 года — профессор кафедры «Радиотехнические системы» Марийского государственного технического университета.
Основные направления научной и профессиональной деятельности: разработка методов по восстановлению речевых и двигательных функций с тяжёлыми формами детского центрального паралича и моделирования зрительных функций, а также разработка новых методов, используемых для восстановления зрения при неизлечимой слепоте.
Увлекается альпинизмом, туризмом и лёгкой атлетикой. Главным авторитетом в своей профессии считает невролога А. М. Вейна, который «отличался нестандартным взглядом на жизнь, глубокими знаниями и человечностью.» Любимый афоризм: «Здоровье — не всё, но всё без здоровья — ничто.»
Умер Виктор Викторович Севастьянов 13 декабря 2020 года в Йошкар-Оле.

## Публикации
Монографии:
- В. В. Севастьянов. Применение многоканальной программируемой электростимуляции в лечении заболеваний нервной системы: Автореферат диссертации доктора медицинских наук. М., 1996. — 70 с.

Некоторые публикации:
- Севастьянов В. В., Казимиров Э. К. Электровоздействие как защитный фактор в искусственной и меняющейся среде обитания человека и животных // «Электростимуляция органов и тканей». Тез. докл. 2-й Всесоюз. конф. с международным участием. Киев, 1979. С. 235—237.
- Севастьянов В. В., Казимиров Э. К., Светлаков А. В. К вопросу об электростимуляционной аппаратуре для массового обслуживания // Тез. докл. Республиканской науч. конф. «Актуальные проблемы электростимуляции». Киев, 1983. С. 68—70.
- Севастьянов В. В., Глазунова Н. Ю. Неврогенные аспекты дисплазий и вывихов плечевых суставов у детей // Сборник научно-практических работ врачей Республики Марий Эл. Вып. 3 / Сост. Е. А. Загайнов. — Йошкар-Ола, Полиграфиздат. — 1999. — С.217-221.
- В. В. Севастьянов, С. В. Шуварова. Междисциплинарный подход к ранней реабилитации детей с задержками психоречевого развития // Материалы Российской конференции «Современные тенденции психиатрической помощи: клинические и социальные аспекты». Совещание главных психиатров и наркологов, Руководителей учреждений, оказывающих психиатрическую помощь. — Москва, 2002, с. 281—282
- Севастьянов В. В., Казимиров Э. К. Длительная многоканальная электростимуляция — эффективный метод реабилитации инкурабельных больных на дому // Reabilitacijos metodu ir priemoniu efektyvumas: lietuvos reabilitologu asociacijos konferencijos medziaga. Birstonas, 2002. Р. 25—26.
- В. В. Севастьянов, М. Н. Морозов. Мультимедиа технологии в обучении детей с речевыми и нейросенсорные нарушениями // Труды юбилейной научно-технической конференции. — Рязань, 2003, с. 59-60
- В. В. Севастьянов, М. Н. Морозов, С. В. Шуварова, К. Н. Кудашева. Применение мультимедиа технологий в реабилитации детей с нарушениями высших психических функций // Материалы первого всероссийского научного форума «Инновационные технологии медицины XXI века» «Медицинские компьютерные технологии». — Москва, 2005, с. 237—239.
- В. В. Севастьянов, Э. К. Казимиров. Многоканальное устройство для электровоздействия на органы и ткани группы пациентов / Известия вузов. Приборостроение. — 2011. — Т. 54, № 3. — С. 43-46 — ISSN 0021-3454

## Награды и звания
- Заслуженный врач Российской Федерации
- Заслуженный врач Республики Марий Эл
- почётный знак «Отличник здравоохранения СССР»
- медаль «Ветеран труда»[2]

Действительный член Нью-Йоркской академии наук, Почётный гражданин штата Мериленд (США). Обладатель ряда патентов Великобритании, Дании, Франции, Германии, Швеции, Японии, Нидерландов, США.

## Прочие факты
С ранних лет проявлял любознательность и нестандартное мышление. Так малолетний Виктор в больнице, где работала его мать, сделал своё первое «открытие» — обнаружил в морге живого человека. В 12 лет (в 1954 году) участник биологического кружка Виктор первым сумел вырастить в городе Волжске тыквы, которые не росли в этой местности. За это был приглашён на ВДНХ в Москву, где ему вручили медаль и отправили в детский лагерь «Артек», где случайно встретил Индиру Ганди.
Будучи в школе, Виктор также контролировал бригаду младшеклассников, успешно организовал подпольный бизнес по ловле и сбыту земноводных тварей: жабы — мединститутам, а раки — ресторанам.

## Оценки и мнения
По мнению ректора Санкт-Петербургского государственного университета, члена Совета по русскому языку при Правительстве России академика Людмилы Вербицкой, компьютерные технологии, созданные при участии В. В. Севастьянова, позволяющие нормально общаться больным с сильной патологией речи — лучшие в мире. Благодаря этой технологии, дети, даже с сильнейшими патологиями речи, смогут изучать и говорить, в том числе, на иностранных языках.
Руководитель Нейроофтальмологического центра при Детской республиканской больнице Республики Марий Эл В. В. Севастьянов:

Во всем мире лечение ведется по специальностям. Глухоту лечит отоларинголог, слепоту — окулист, двигательные нарушения — невропатолог. И выйти каждому за свои рамки сложно. Нам достаются безнадёжные, и мы их лечим, конечно, с разной степенью эффективности, но в основе — система. Компенсаторные возможности организма к регенерации можно и нужно использовать. Даже если ресурс последнего — не больше 5 процентов.

Увы, недаром говорят, что каждая медаль имеет две стороны. Наше комплексное лечение вызывает и комплекс проблем, причем немедицинских, а социальных. Мы ставим человека на ноги, возвращаем от тридцати до девяноста процентов зрения, а с него тут же снимают инвалидность. И куда он денется? На работу не берут, пенсию не платят. К сожалению, эти проблемы решить мы не в силах, здесь прерогатива других специалистов. Только они не торопятся.
— 

## Память
13 июля 2022 года на здании Центра патологии речи и нейрореабилитации в Йошкар-Оле была открыта мемориальная доска в честь заслуженного врача РФ и Марий Эл, отличника здравоохранения СССР, доктора медицинских наук, профессора В. В. Севастьянова.